# Nowy Widok
Nowy Widok [pronunciación en polaco: /ˈnɔvɨ ˈvidɔk/] es un pueblo ubicado en el distrito administrativo de Gmina Kobiele Wielkie, dentro del Distrito de Radomsko, Voivodato de Łódź, en Polonia central. Se encuentra aproximadamente a 5 kilómetros al este de Kobiele Wielkie, a 18 kilómetros al este de Radomsko, y a 87 kilómetros al sur de la capital regional Łódź.
El pueblo tiene una población de 80 habitantes.